# Élections législatives de 1968 dans l'Aveyron
Les élections législatives françaises de 1968 se déroulent les 23 et 30 juin 1968. Dans le département de l'Aveyron, trois députés sont à élire dans le cadre de trois circonscriptions.

## Élus
| Circonscription | Député sortant            | Parti | Parti          | Député élu ou réélu       | Parti | Parti          |
| --------------- | ------------------------- | ----- | -------------- | ------------------------- | ----- | -------------- |
| 1re             | Roland Boscary-Monsservin |       | RI             | Roland Boscary-Monsservin |       | RI             |
| 2e              | Robert Fabre              |       | FGDS (Radical) | Robert Fabre              |       | FGDS (Radical) |
| 3e              | Louis-Alexis Delmas       |       | UDR            | Louis-Alexis Delmas       |       | UDR            |

## Résultats

### Résultats à l'échelle du département
| Parti          | Parti                                           | Premier tour | Premier tour | Second tour | Second tour | Sièges |
| Parti          | Parti                                           | Voix         | %            | Voix        | %           | Sièges |
| -------------- | ----------------------------------------------- | ------------ | ------------ | ----------- | ----------- | ------ |
|                | Union pour la défense de la République          | 52 512       | 35,38        | 24 082      | 49,78       | 1      |
|                | Républicains indépendants                       | 37 270       | 25,11        |             |             | 1      |
|                | Union des républicains de progrès               | 89 782       | 60,49        | 24 082      | 49,78       | 2      |
|                |                                                 |              |              |             |             |        |
|                | Convention des institutions républicaines       | 19 639       | 13,23        |             |             | 0      |
|                | Parti radical                                   | 19 418       | 13,08        | 24 299      | 50,22       | 1      |
|                | Fédération de la gauche démocrate et socialiste | 39 057       | 26,32        | 24 299      | 50,22       | 1      |
|                |                                                 |              |              |             |             |        |
|                | Parti communiste français                       | 13 368       | 9,01         |             |             | 0      |
|                | Progrès et démocratie moderne                   | 6 210        | 4,18         | 0           |             |        |
|                |                                                 |              |              |             |             |        |
| Inscrits       | Inscrits                                        | 186 834      | 100,00       | 58 955      | 100,00      | 3      |
| Abstentions    | Abstentions                                     | 34 368       | 18,39        | 10 018      | 16,99       |        |
| Votants        | Votants                                         | 152 466      | 81,61        | 48 937      | 83,01       |        |
| Blancs et nuls | Blancs et nuls                                  | 4 049        | 2,66         | 556         | 1,14        |        |
| Exprimés       | Exprimés                                        | 148 417      | 97,34        | 48 381      | 98,86       |        |

### Résultats par circonscription

#### Première circonscription (Rodez)
|                | Roland Boscary-Monsservin sortant réélu | RI (URP)       | 37 270 | 76     |  |  |  |
|                | Jean-Pierre Prévosto                    | FGDS (CIR)     | 8 296  | 16,92  |  |  |  |
|                | Victoria Pascal                         | PCF            | 3 476  | 7,09   |  |  |  |
|                |                                         |                |        |        |  |  |  |
| Inscrits       | Inscrits                                | Inscrits       | 62 480 | 100,00 |  |  |  |
| Abstentions    | Abstentions                             | Abstentions    | 11 833 | 18,94  |  |  |  |
| Votants        | Votants                                 | Votants        | 50 647 | 81,06  |  |  |  |
| Blancs et nuls | Blancs et nuls                          | Blancs et nuls | 1 605  | 3,17   |  |  |  |
| Exprimés       | Exprimés                                | Exprimés       | 49 042 | 96,83  |  |  |  |

#### Deuxième circonscription (Villefranche-de-Rouergue)
| Candidat       | Candidat                   | Parti          | Premier tour | Premier tour | Second tour | Second tour |  |
| Candidat       | Candidat                   | Parti          | Voix         | %            | Voix        | %           |  |
| -------------- | -------------------------- | -------------- | ------------ | ------------ | ----------- | ----------- |  |
|                | Albert Trébosc             | UDR (URP)      | 22 571       | 47,64        | 24 082      | 49,78       |  |
|                | Robert Fabre sortant réélu | FGDS (Radical) | 19 418       | 40,98        | 24 299      | 50,22       |  |
|                | Jean Martin                | PCF            | 5 393        | 11,38        |             |             |  |
|                |                            |                |              |              |             |             |  |
| Inscrits       | Inscrits                   | Inscrits       | 59 039       | 100,00       | 58 955      | 100,00      |  |
| Abstentions    | Abstentions                | Abstentions    | 10 608       | 17,97        | 10 018      | 16,99       |  |
| Votants        | Votants                    | Votants        | 48 431       | 82,03        | 48 937      | 83,01       |  |
| Blancs et nuls | Blancs et nuls             | Blancs et nuls | 1 049        | 2,17         | 556         | 1,14        |  |
| Exprimés       | Exprimés                   | Exprimés       | 47 382       | 97,83        | 48 381      | 98,86       |  |

#### Troisième circonscription (Millau)
|                | Louis-Alexis Delmas sortant réélu | UDR (URP)      | 29 941 | 57,59  |  |  |  |
|                | André Maury                       | FGDS (CIR)     | 11 343 | 21,82  |  |  |  |
|                | Jean Durand                       | CD (PDM)       | 6 210  | 11,94  |  |  |  |
|                | Albert Séguier                    | PCF            | 4 499  | 8,65   |  |  |  |
|                |                                   |                |        |        |  |  |  |
| Inscrits       | Inscrits                          | Inscrits       | 65 315 | 100,00 |  |  |  |
| Abstentions    | Abstentions                       | Abstentions    | 11 927 | 18,26  |  |  |  |
| Votants        | Votants                           | Votants        | 53 388 | 81,74  |  |  |  |
| Blancs et nuls | Blancs et nuls                    | Blancs et nuls | 1 395  | 2,61   |  |  |  |
| Exprimés       | Exprimés                          | Exprimés       | 51 993 | 97,39  |  |  |  |